# Messner (Film)
Messner ist eine deutsche Filmbiografie aus dem Jahr 2012 von Regisseurs Andreas Nickel über den Extrem-Bergsteiger Reinhold Messner.

## Inhalt
Der Film stellt anhand von Dokumentaraufnahmen und Fotos, Interviews mit Messner, seinen Familienangehörigen, Weggefährten und Kritikern, die wichtigsten Stationen im Leben und Wirken des Bergsteigers dar und lässt (in durch Schauspieler nachgespielten Szenen) seine Familiengeschichte und Kindheit in Südtirol nachstellen. Die Filmbiografie ist in neun Kapitel eingeteilt, welche die Titel Vertrauen, Auflehnung, Moral, Verantwortung, Vorwurf, Selbstprüfung, Mount Everest, Erkenntnis und Abschied tragen. 
1944 geboren, wuchs Messner in Villnöß in einer Familie mit neun Kindern auf der elterlichen Hühnerfarm auf. Auch Messners Bruder Günther war passionierter Bergsteiger. Bei der Nanga-Parbat-Expedition im Jahr 1970 kam er ums Leben, was ein schwerwiegender Einschnitt im Leben von Reinhold Messner war. Zwischen 1970 und 1986 beging Messner 25 versuchte und 18 geglückte Achttausender-Besteigungen. Im Film beschreibt Messner die Anarchie („keine Macht für niemanden“) als die perfekte Form der Demokratie.

## Hintergrund
- Reinhold Messners eigene Kinder Gabriel und Aaron spielen im Film ihn selbst und seinen Bruder Günther als Jugendliche.
- Die DVD enthält als Bonusmaterial das (im Film nur in knappen Ausschnitten verwendete) Interview mit Reinhold Messner in der ungekürzten Version von rund 45 Minuten.
- Der von ExplorerMedia in Koproduktion mit Wilfried Ackermann Filmproduktion, dem Bayerischen Rundfunk und ARTE produzierte Film hatte seinen Kinostart in Deutschland am 27. September 2012. Auf DVD und Blu-Ray wurde er am 17. April 2013 veröffentlicht. Die Erstausstrahlung im deutschen Fernsehen fand am 23. März 2014 auf ARTE statt.

## Kritiken
„Dokumentarfilm über den Südtiroler Extrem-Bergsteiger Reinhold Messner, der als erster Mensch alle Achttausender-Berge bestieg. Ohne vor den Leistungen des Protagonisten in Ehrfurcht zu erstarren, entwirft er in einer Mischung aus Archivmaterial, Interview-Szenen und nachgestellten Aufnahmen das eindrückliche Psychogramm eines Mannes, der stets seine persönlichen Grenzen auslotete und dabei auch herbe Verluste und Rückschläge in Kauf nehmen musste.“

„Regisseur Andreas Nickel […] schafft mit seinem Dokudrama ein eindringliches Porträt über die polarisierende Person Reinhold Messner, auch aus Perspektive seines engsten Umfelds, und geht dem Mysterium nach, was den Extrembergsteiger antreibt. Dabei lässt er immer wieder spannende Kletterszenen einfließen.“

„Neugier, Freiheitsdrang und der unerschütterliche Glaube an sich selbst – das zeichnet Messner aus, und zwar in ungewöhnlich starker Ausprägung. Ein spannender Mensch, ein spannender Film – spannend wie ein Krimi.“

## Auszeichnungen
- Deutsche Film- und Medienbewertung: Prädikat „besonders wertvoll“[3]
- Grand Prix des 30. Festival de Cinema de Muntanya de Torelló[4]
- Publikumspreis Trento Film Festival[5]
- Grand Prix Graz 2012 Internationales Berg- und Abenteuer-Filmfestival Graz[6]